# 馬仙峡ユーランド
馬仙峡ユーランド（ばせんきょうユーランド）は、岩手県二戸市にかつて存在した遊園地である。

## 概要
- 超高所になる展望台が有名な馬仙峡の麓にある。
- 今は閉鎖されて特急の乗り物があるのみである。
- カラオケハウスやゴルフガーデンは引き続き営業中である。